# Blind Date (banda)
Blind Date es un grupo alemán de música pop procedente de la ciudad de Múnich y compuesto por Amy Goff, Bruce Kent, Elaine Goff, James Griffin, Mark Oesterreich, Matthias Baumgardt, Peter Koch, Roman Müllenbach y Uwe Schlürmann.
Se hizo conocido en la década de 1980 por la canción Your Heart Keeps Burning'